# Maison-Maugis

Maison-Maugis este o comună în departamentul Orne, Franța. În 2013 avea o populație de 52 de locuitori.